# Relacionismo
El relacionismo, dentro de la filosofía del espacio y el tiempo, alude a una visión de la naturaleza del espacio, según la cual este no es algo que existe independientemente, sino solo una representación matemática de la infinidad de relaciones espaciales diferentes que las partículas pueden mantener entre sí. En el punto de vista opuesto, conocido como absolutismo, el espacio tiene en sí mismo una existencia independiente y los hechos que puedan existir en el universo no tienen por qué coincidir necesariamente con lo que en principio puede establecerse mediante una medición.
A primera vista, el sistema newtoniano del mundo obedece a una idea absolutista del espacio. La mecánica newtoniana hace afirmaciones sobre cómo cambian con el tiempo las posiciones de las partículas, y no solo sus posiciones relativas, y sobre qué leyes gobernarían el movimiento de una partícula que existiera aisladamente en el universo. El relacionismo, por su parte, propone que es absurdo incluso preguntarse cuáles podrían ser estas leyes.
La crítica relacionista del espacio absoluto se originó con el filósofo alemán Gottfried Wilhelm Leibniz (1646-1716), y la defensa del absolutismo comenzó, como era de esperar, con el propio Newton, junto con su acólito Samuel Clarke (1675-1729), con su Principio de Mach. El debate entre las dos posiciones ha continuado hasta el día de hoy, adoptando muchas formas diferentes en distintas e importantes ramificaciones.